# Al Haouz
Al Haouz (arabiska: إقليم الحوز, franska: Province d'Al Haouz) är en provins i Marocko.   Den ligger i regionen Marrakech-Safi, 300 km söder om huvudstaden Rabat. Antalet invånare är 484 312. Arean är 6 212 kvadratkilometer.